# Alchenstorf
Alchenstorf est une commune suisse du canton de Berne, située dans l'arrondissement administratif de l'Emmental.

## Géographie

Photographie aérienne (1954).

Selon l'Office fédéral de la statistique (OFS), Alchenstorf couvre une superficie de 6,62 km2.
7,7 % de cette superficie correspond à des surfaces d'habitat ou d'infrastructure, 60,3 % à des surfaces agricoles, 31,7 % à des surfaces boisées et 0,3 % à des surfaces improductives.
La commune est limitrophe de Höchstetten, Hellsau, Seeberg (arrondissement administratif de Haute-Argovie), Wynigen, Rumendingen, Niederösch et Koppigen.

## Démographie
Selon l'Office fédéral de la statistique (OFS), Alchenstorf compte 553 habitants en 2008. Sa densité de population atteint 83 hab./km2.
Le graphique suivant résume l'évolution de la population d'Alchenstorf entre 1850 et 2008 :